# Generalkommissariat für Finanz und Wirtschaft
Het Generalkommissariat für Finanz und Wirtschaft was een van de vier 'ministeries' die in Nederland tijdens de Tweede Wereldoorlog door de Duitse bezetter werden ingesteld. Het Generalkommissariat hield zich bezig met de economie in Nederland en stond onder leiding van dr. Hans Fischböck.

## Instelling van het Generalkommissariat
Met de benoeming van dr. Arthur Seyss-Inquart tot Reichskommissar für die besetzten niederländischen Gebiete kwam op 29 mei 1940 een eind aan het militair bestuur dat na de capitulatie van het Nederlandse leger was ingesteld. Rechtstreeks ondergeschikt aan Hitler was Seyss-Inquart de hoogste civiele gezagsdrager in het bezette Nederland. Het rijkscommissariaat had de aard van een toezichthoudend bestuursorgaan, maar gaf in de praktijk ook sturing aan de Nederlandse departementen. Omdat de koningin en het kabinet in ballingschap in Londen verbleven, waren de secretarissen-generaal van deze departementen de hoogste Nederlandse gezagdragers. Een Duits ambtenaar karakteriseerde een dergelijke "herrschaftliche Aufsichtsverwaltung" met de woorden "wir steuern, die Holländer verwalten". Om die sturing uit te voeren, benoemde Seyss-Inquart op 5 juni 1940 vier Generalkommissare. Als Generalkommissar für Finanz und Wirtschaft stelde hij Hans Fischböck aan.
Het Rijkskommissariaat was in de praktijk geenszins een eenheid zoals de formele structuur deed voorkomen. Veeleer was het een conglomeraat van afzonderlijke bureaus die sterk gelieerd bleven aan de centrale Rijksdiensten in Berlijn. Ambtenaren van het Reichskommissariat voelden zich vaker schatplichtig aan hun superieuren bij de verschillende Berlijnse ministeries, Partij-instellingen of SS-instanties dan aan het Rijkskommissariaat. De eenheid van het Duitse burgerlijk bestuur in Nederland werd voorts ondergraven door persoonlijke rivaliteiten binnen het Rijkskommissariaat.
Deze pluriformiteit weerspiegelde zich sterk in de organisatie van het Generalkommissariat für Finanz und Wirtschaft. De ambtenaren van Fischböcks organisatie vertegenwoordigden veertig tot zestig Duitse instanties die gezamenlijk het toezicht uitoefenden op circa veertig Nederlandse overheidsbureaus. De veelheid van aanwijzingen uit Berlijn had tot gevolg dat de onderlinge samenwerking op het Generalkommissariat te wensen overliet. Dit gaf Nederlandse ambtenaren de gelegenheid de verschillende Duitse instanties tegen elkaar uit te spelen. Niettemin was Finanz und Wirtschaft zakelijker en efficiënter dan de andere drie Generalkommissariate waar politieke controversen een prominente rol speelden.

## Het Generalkommissariat en de Nederlandse economie
De machtsstrijd in Berlijn had daarentegen wel degelijk effect op het Generalkommissariat für Finanz und Wirtschaft en de Nederlandse economie. Zo botste het streven van de Generalbevollmächtigter für den Arbeitseinsatz Fritz Sauckel om zoveel mogelijk Nederlandse arbeiders naar Duitsland te brengen, met het belang van de Reichsminister für Bewaffnung und Munition Albert Speer die de arbeiders juist in de Nederlandse fabrieken nodig had om de oorlogsproductie op peil te houden. Reorganisaties in het Duitse economische bestuursapparaat of wijzigende competenties in de Rijkshoofdstad drongen ook door tot de interne organisatie van het Generalkommissariat.
Onder de bevoegdheid van het Generalkommissariat für Finanz und Wirtschaft vielen alle aangelegenheden van de departementen van Financiën, Economische Zaken, Waterstaat, Sociale Zaken (behalve volksgezondheid en culturele en sociale jeugdzorg) en van de Nederlandse Posterijen. De organisatie van Fischböck besliste over vraagstukken betreffende het beheer van douane en belastingen, van de Rijksschat en de staatshuishouding, staatsschuld  alsmede van de staatscirculatiebank. Met zijn vele hoofdafdelingen, afdelingen en referaten "controleerde" en "geleidde" Fischböck het Nederlandse bedrijfsleven, de industrie en landbouw en aangelegenheden, het verkeer en post en telegrafie.

## Economisch beleid
Het economisch beleid dat het Generalkommissariat voerde, was gebaseerd op twee hoofdgedachten. Ten eerste de "rüstungswirtschaftliche Ausnützung" van Nederland, ofwel het volledig ten dienst stellen van het Nederlandse economisch potentieel aan de Duitse oorlogsproduktie. Met de inschakeling van de Nederlandse economie voor de Duitse bewapeningsindustrie waren twee instanties betrokken die niet rechtstreeks onder het Generalkommissariat ressorteerden: de Rüstungsinspektion en de Zentralauftragstelle. De Rüstungsinspektion was een vertegenwoordiging van het Wehrwirtschafts- und Rüstungsamt van het Oberkommando der Wehrmacht en bestond uit militairen. Het bemiddelde bij de plaatsing van militaire orders bij Nederlandse bedrijven en droeg zorg voor de uitvoering van die orders. De Zentralauftragstelle, opgericht in de zomer van 1940, had een soortgelijke taak voor civiele orders. Bij de reorganisaties in 1943 kreeg de Zentralauftragstelle de coördinatie opgedragen van alle Duitse orders bij Nederlandse bedrijven.
De tweede pijler van het Duitse beleid was het inkapselen van Nederland in een Europese "Großraumwirtschaft". De opheffing van de deviezengrens, de gelijkstelling van het prijspeil en de kapitaalvervlechting waren bedoeld om Nederland te koppelen aan een dergelijke Grootgermaanse Midden-Europese economie.

## Generalkommissar Fischböck
De politieke loopbaan van Hans Fischböck was nauw verbonden met de carrière van Seyss-Inquart. Toen deze op 16 februari 1938 in Oostenrijk benoemd werd tot minister van Binnenlandse Zaken en Openbare Veiligheid werd Fischböck aangesteld als adviseur van de minister van Handel. Toen Seyss-Inquart nog geen maand later tot bondskanselier van Oostenrijk werd uitgeroepen, kreeg Fischböck de post van minister van Handel en Verkeer. Nadat hij nog enige tijd minister van Economie en Arbeid was geweest, werd Fischböck voorzitter van de Raad van Bestuur van de Creditanstalt. In verband met zijn benoeming tot Generalkommissar für Finanz und Wirtschaft, ontving Fischböck op 1 juni 1940 de ererang van SS-Oberführer.
Het optreden van Fischböck werd hoofdzakelijk bepaald door zijn behoefte een goede indruk in Berlijn achter te laten met het oog op zijn verdere carrière. In de regel verscheen hij, doorgaans voor een korte periode, eens in de week of eens in de veertien dagen in Nederland. Tijdens zijn afwezigheid nam Seyss-Inquart een deel van zijn taken over, een ander deel werd overgenomen door de toezichthouder bij het departement van Financiën, dr. Rudolf Rinkefeil. Het laatste oorlogsjaar was Fischböck maar zelden in Nederland aanwezig.